# ベンジャミン・M・プレンティス
ベンジャミン・メイベリー・プレンティス（英:Benjamin Mayberry Prentiss、1819年11月23日-1901年2月8日）は、アメリカ合衆国の軍人、政治家である。米墨戦争で戦い、南北戦争では北軍の将軍として戦った。少将の位まで進んだ。

## 生い立ち、結婚、家族
プレンティスはバージニア州ベルビルで生まれた。1631年にイングランドから移民してきたバレンタイン・プレンティスの直系の子孫だった。少年時代はバージニア州で過ごしたが、家族が国内移民に加わりミズーリ州ハンニバル近くに移転した。その後、イリノイ州クインシーに移転し、1879年まではそこで過ごし、その後はまたミズーリ州に戻った。
青年時代のプレンティスは紐製造者であり、また競売人も務めた。1838年3月29日、マーガレット・アン・ロドースキーと結婚した。夫妻には、マーガレットが1860年に死ぬまでに7人の子供が生まれた。1862年にメアリー・ウォーシントンと再婚し、さらに5人の子供が生まれた。

## 南北戦争
プレンティスは1860年合衆国下院議員選挙に出馬したが落選した。南北戦争が始まったとき、ミズーリ州で鉄道線を守っていたが、ユリシーズ・グラントに師団指揮を命ぜられた。その師団はシャイローの戦いで、最初に攻撃を掛けた部隊であり、戦闘開始時間帯に大きな損失を受けた。プレンティスは部隊を建て直し「ホーネッツネスト｣で魂限りの戦いを続けた。
プレンティスはホーネッツネストで2,200名の北軍兵士と共に捕虜になった。南軍第19テネシー歩兵連隊のフランシス・M・ウォーカー中佐にその軍刀を渡して降伏した。この戦闘後、プレンティス隊が南軍の攻撃に長時間耐えて、グラント将軍が反撃を構築し戦いそのものに勝ったので英雄と考えられた。しかし、グラントはこの勝利におけるプレンティスの役割を軽視した。おそらくは2人の将軍の間の嫌悪感によるものと見られている。
プレンティスは捕虜交換の一部として釈放され、少将に昇進し、フィッツ・ジョン・ポーターを告発した軍法会議に参加した。結審のときのプレンティスの異議を唱えた発言がその政治的影響力を傷つけることになった。プレンティスはアーカンソー州に派遣され1863年7月4日のヘレナの戦いに勝利した。1864年、家族の面倒を見るために除隊した。歴史家のエルザ・J・ワーナーは、プレンティスがシャイローとヘレナの戦いでその能力を証明した後で、その力を握りつぶされたと感じたと推量した。

## 戦後の経歴
南北戦争後、プレンティスは弁護士になった。後にベンジャミン・ハリソン大統領に郵便局長に指名され、ウィリアム・マッキンリー大統領にも再度指名された。ミズーリ州では共和党の指導者だった。